# Бєлов В'ячеслав Олександрович
В'ячеслав Олександрович Бєлов (рос. Вячеслав Александрович Белов; 17 квітня 1983, м. Перм, СРСР) — російський хокеїст, захисник. Виступає за «Трактор» (Челябінськ) у Континентальній хокейній лізі. 
Вихованець хокейної школи «Молот-Прикам'є» (Перм). Виступав за «Авангард-2» (Омськ), «Мостовик» (Курган), «Авангард» (Омськ), «Сибір» (Новосибірськ), «Мечел» (Челябінськ), «Салават Юлаєв» (Уфа), «Спартак» (Москва), «Атлант» (Митищі). 
Досягнення
- Чемпіон Росії (2004).